# 葛修容
葛修容（?—?），中国南北朝时期南朝梁皇族女性，为梁武帝萧衍的修容，武陵王萧纪的母亲。
萧纪奉命镇守成都，侯景之乱後，萧纪在儿子萧圆照的鼓动下，自立为帝，553年，萧纪被哥哥、修容阮令嬴所生梁元帝萧绎，派兵杀害。萧纪称帝时葛修容是否仍在世，是否曾被尊为皇太后或追封为皇后，待考。